# PL-21
El PL-21 (PL-XX) es un misil aire-aire de largo alcance más allá del alcance visual, guiado por radar, desarrollado por la República Popular de China. Se considera comparable al AIM-120 AMRAAM estadounidense, al Triple Threat Terminator (T3) de DARPA, al Meteor de MBDA de Europa y al R-77 ruso.

## Operadores actuales
- República Popular de China

Fuerza Aérea del Ejército Popular de Liberación
Ejército Aéreo de Liberación de la Fuerza Aérea Naval

### Armas similares
- AIM-120 AMRAAM
- R-77
- MBDA Meteor

### Arma de combate de largo alcance
- AIM-54 Phoenix

- R-37 (misil)
- PL-12
- PL-15

- Datos: Q39058902